# 天主教青年教理
天主教青年教理，簡稱YOUCAT，是2011年出版的一份基於天主教教理，並為了信仰天主教的青年而編寫的書籍。主編者為維也納總主教舒安邦樞機（德語：Christoph Schönborn）。
本書亦獲得當初主編天主教教理的若瑟·拉辛格樞機，亦即本書出版時的教宗本篤十六世的嘉許。並在2011年世界青年日將之分送給與會青年。
本書現今已被翻譯為包含中文版在內的25個語言版本。正體中文版由光啟文化發行。

## 名稱
该书简称「YOUCAT」，其名称分别取自「青年」与「教理」的英文单词「Youth」和「Catechism」的首字母。